# 私は名探偵・完全犯罪をつぶせ!
『私は名探偵・完全犯罪をつぶせ!』（わたしはめいたんてい・かんぜんはんざいをつぶせ）は、1982年4月6日から1983年3月22日までテレビ東京で放送されていた、サスペンスドラマを交えたバラエティ番組である。テレビ東京、国際放映、イースト3社の共同製作。放送時間は毎週火曜 20:00 - 20:54 （日本標準時）。

## 概要
東西に分かれた5人の解答者たちが犯人のトリックを推理して事件解明を争う。
東軍は映画監督の大島渚、西軍は作家の藤本義一がキャプテンに当たる「探偵局長」を務め、1週ごとに出題側と解答側に分かれていた。東軍が出題側の時は西軍の解答者が、西軍が出題側のときは東軍の解答者がそれぞれ登場。出題側は基本的にキャプテンのみ進行役として出演。そのため、総合司会は置かなかった。
1982年は、同局にとっては初の系列局となるテレビ大阪が3月に開局しており当番組はその目玉番組の一つとしてスタートした。出演者には、関西出身またはゆかりのある文化人、芸能人、元スポーツ選手を多数起用した。脚本も朝日放送制作のドラマが多かった中村勝行、ちゃき克彰などを起用した。
1977年4月から半年間、テレビ朝日で放送された『私は名探偵』とタイトル、趣向は似ているが関連性は特にない。当番組との違いは、解答者にあたる「名探偵」に推理作家や心理学者を起用していることと隅週出演ではないこと、更には司会を置いていることが挙げられる。また、放送時間も30分間だった。
ナレーターの小池朝雄は、バラエティ番組では初のナレーションだった。また、金沢寿一も同局の『ワールドビジネスサテライト』の小谷真生子時代にメインのナレーターを務めた。
スタジオ部分はVTR撮影、ドラマ部分はフイルム撮影で構成した。
1年間、全48話制作された。夏休みには、2週にわたって視聴者が解答者になった。
同局とイーストが共同制作した数少ない番組の一つである。この番組が終了後『世界まるごとHOWマッチ』（毎日放送）、『わくわく動物ランド』（TBS）がスタート。いずれもイーストの共同制作で同社を代表する番組になった。
このような推理ドラマを見て解答するクイズ番組は他に名古屋テレビの『推理クイズ・マゴベエ探偵団』が1976年4月から1980年12月まで放送された。小中学生のペア3組が犯人とトリックを解答するもので同局とキー局のテレビ朝日だけで放送していたが、一時期、広島ホームテレビにも番組販売の形でネットされた。

## 出演者

### 東軍
- 大島渚
- あべ静江
- 芹沢博文
- 大和田獏
- ほか

### 西軍
- 藤本義一
- 桂文珍
- 萬田久子
- 江本孟紀
- ほか

## スタッフ
- 企画：坂梨港
- 監修：山村正夫
- 音楽：山下毅雄（音楽制作セイント）
- 脚本：長瀬未代子、中村勝行、ちゃき克彰、押川國秋、山村正夫、大谷羊一郎
- 監督：青木敏、上野英隆
- ナレーション：金沢寿一（スタジオパート）、小池朝雄（フィルムパート）
- 構成：野田英夫（スタジオパート）
- 演出：吉野正夫（スタジオパート）
- 技術協力：東通（スタジオパート）
- デザイン：根本研二（スタジオパート）
- 編集：音響ハウス（スタジオパート）
- プロデューサー：永尾和樹（テレビ東京）、森川一雄（国際放映）、平田修、奥村正（イースト）
- 制作：テレビ東京、国際放映、イースト

## 放送リスト
| 各話   | タイトル                                            | 放送日         | 視聴率 | 備考                        |
| ------ | --------------------------------------------------- | -------------- | ------ | --------------------------- |
| 第1話  | 死体が消えた?                                       | 1982年4月6日   | 不明   | 90分スペシャル              |
| 第2話  | 暗闇に消えた殺人者                                  | 1982年4月13日  | 不明   | レギュラー版初回            |
| 第3話  | 美容師殺人事件                                      | 1982年4月20日  | 不明   |                             |
| 第4話  | 姿なき殺人者                                        | 1982年4月27日  | 不明   |                             |
| 第5話  | 南郷家の悲劇                                        | 1982年5月4日   | 不明   |                             |
| 第6話  | 無作法な死体                                        | 1982年5月11日  | 不明   |                             |
| 第7話  | あの世から訴えた美女                                | 1982年5月18日  | 不明   |                             |
| 第8話  | 消えた観音様                                        | 1982年5月25日  | 不明   |                             |
| 第9話  | パーティーへようこそ                                | 1982年6月1日   | 不明   |                             |
| 第10話 | 雪の夜話殺人事件                                    | 1982年6月8日   | 不明   |                             |
| 第11話 | フグ中毒殺人事件                                    | 1982年6月15日  | 不明   |                             |
| 第12話 | 殺意のトライアングル                                | 1982年6月22日  | 不明   |                             |
| 第13話 | 電話のベルは3度鳴った                               | 1982年6月29日  | 不明   |                             |
| 第14話 | 黄金の仏像を盗んだのは誰だ?                         | 1982年7月6日   | 不明   |                             |
| 第15話 | デザイナー殺人事件                                  | 1982年7月13日  | 不明   |                             |
| 第16話 | 海辺の惨劇                                          | 1982年7月20日  | 不明   |                             |
| 第17話 | 血ぬられたブロンズ像                                | 1982年7月27日  | 不明   |                             |
| 第18話 | 凶器なき殺人                                        | 1982年8月3日   | 不明   |                             |
| 第19話 | 夏休み特集!!美人奥様探偵大会・アップルは喋らない    | 1982年8月10日  | 不明   | 夏休み視聴者参加企画・第1弾 |
| 第20話 | 夏休み特集!!推理力全開こども探偵大会・追放者は誰だ? | 1982年8月17日  | 不明   | 夏休み視聴者参加企画・第2弾 |
| 第21話 | 変身にはご用心を                                    | 1982年8月24日  | 不明   |                             |
| 第22話 | 悪女には毒薬を                                      | 1982年8月31日  | 不明   |                             |
| 第23話 | 消えた犯人?                                         | 1982年9月7日   | 不明   |                             |
| 第24話 | 三人の遺産相続人                                    | 1982年9月14日  | 不明   |                             |
| 第25話 | 慰安旅行殺人事件                                    | 1982年9月21日  | 不明   |                             |
| 第26話 | 暗室殺人事件                                        | 1982年9月28日  | 不明   |                             |
| 第27話 | 犯人の陰に犯罪あり                                  | 1982年10月19日 | 不明   |                             |
| 第28話 | 女子大生殺人事件                                    | 1982年10月26日 | 不明   |                             |
| 第29話 | 美人女流作家殺人事件                                | 1982年11月2日  | 不明   |                             |
| 第30話 | 誘拐・子供が消えた                                  | 1982年11月9日  | 不明   |                             |
| 第31話 | 暴行魔殺人事件                                      | 1982年11月16日 | 不明   |                             |
| 第32話 | 殺人同窓生                                          | 1982年11月23日 | 不明   |                             |
| 第33話 | 歌詞は知っていた                                    | 1982年11月30日 | 不明   |                             |
| 第34話 | 刑事ボロンコの名推理                                | 1982年12月7日  | 不明   |                             |
| 第35話 | 遺言書が盗まれた                                    | 1982年12月14日 | 不明   |                             |
| 第36話 | ホステス殺人事件                                    | 1982年12月21日 | 不明   |                             |
| 第37話 | 浮気旅行殺人事件                                    | 1983年1月4日   | 不明   |                             |
| 第38話 | 家族会議は死を招く                                  | 1983年1月11日  | 不明   |                             |
| 第39話 | 自殺か?他殺か?人気女優の死                          | 1982年1月18日  | 不明   |                             |
| 第40話 | 悪いやつら                                          | 1983年1月25日  | 不明   |                             |
| 第41話 | 祭りの夜のお色気騒動                                | 1983年2月1日   | 不明   |                             |
| 第42話 | アリバイを崩せ!                                     | 1983年2月8日   | 不明   |                             |
| 第43話 | 消えたベニスの商人                                  | 1983年2月15日  | 不明   |                             |
| 第44話 | タクシードライバーの死                              | 1983年2月22日  | 不明   |                             |
| 第45話 | サラリーマン殺人事件                                | 1983年3月1日   | 不明   |                             |
| 第46話 | 死を手に入れた女                                    | 1983年3月8日   | 不明   |                             |
| 第47話 | 団地妻殺人事件                                      | 1983年3月15日  | 不明   |                             |
| 最終回 | 教育ママご乱心                                      | 1983年3月22日  | 不明   |                             |